# Тальяриоль, Маттео
Маттео Тальяриоль (итал. Matteo Tagliariol, род. 7 января 1983, Тревизо, Италия) — итальянский фехтовальщик на шпагах, олимпийский чемпион 2008 года в индивидуальном первенстве и бронзовый призёр в командном. Двукратный вице-чемпион мира (2007 — командное первенство, 2009 — личное первенство).
Рост — 188 см, вес — 72 кг.
10 августа 2008 года принёс Италии первое золото пекинской Олимпиады.
Первый с 1960 года итальянец, победивший в олимпийском личном первенстве шпажистов (на римской Олимпиаде-1960 победил знаменитый 4-кратный олимпийский чемпион Джузеппе Дельфино).

## Государственные награды
- Командор ордена «За заслуги перед Итальянской Республикой» — 5 сентября 2008 года